# Sutartinė
Os sutartinės (expressão derivada da palavra sutarti, que significa concordar) são canções polifónicas do nordeste da Lituânia, interpretadas por mulheres. As melodias das músicas são simples, com cinco alturas tonais, e suas letras compreendem duas partes distintas: um texto principal significativo e um refrão que pode conter palavras circunstanciais. 
Existem cerca de quarenta estilos e formas diferentes de interpretar os sutartinė. Os principais modos de interpretação são: em segundas paralelas com duas cantoras; em cânone estrito com três cantoras, que cantam juntas duas frases da melodia em intervalos escalonados; e, finalmente, com dois grupos de cantoras nos quais a cantora principal de cada grupo interpreta o texto principal, ao mesmo tempo em que o primeiro grupo canta o refrão, antes que o segundo grupo o repita. Os textos poéticos abordam vários tópicos relacionados com trabalho, festas, casamentos, família, guerras e vários eventos históricos ou vida quotidiana. A coreografia é simples e os movimentos são acompanhados, e mesmo extremamente sóbrios em muitos casos: as cantoras evoluem em círculo ou na forma de uma estrela, pegando nos braços e batendo no chão com os pés. Os sutartinė são interpretados em circunstâncias solenes, bem como em festas, espetáculos musicais e reuniões sociais. A sua interpretação contribui para promover o uso compartilhado de valores culturais e confere um sentimento de identidade cultural, continuidade e auto-estima. Os sutartinė são geralmente interpretados principalmente por mulheres, embora os homens tocem uma versão instrumental com flautas de cana, tubos, longas trombetas de madeira, flautas e sistros.